# E・ホフマン・プライス

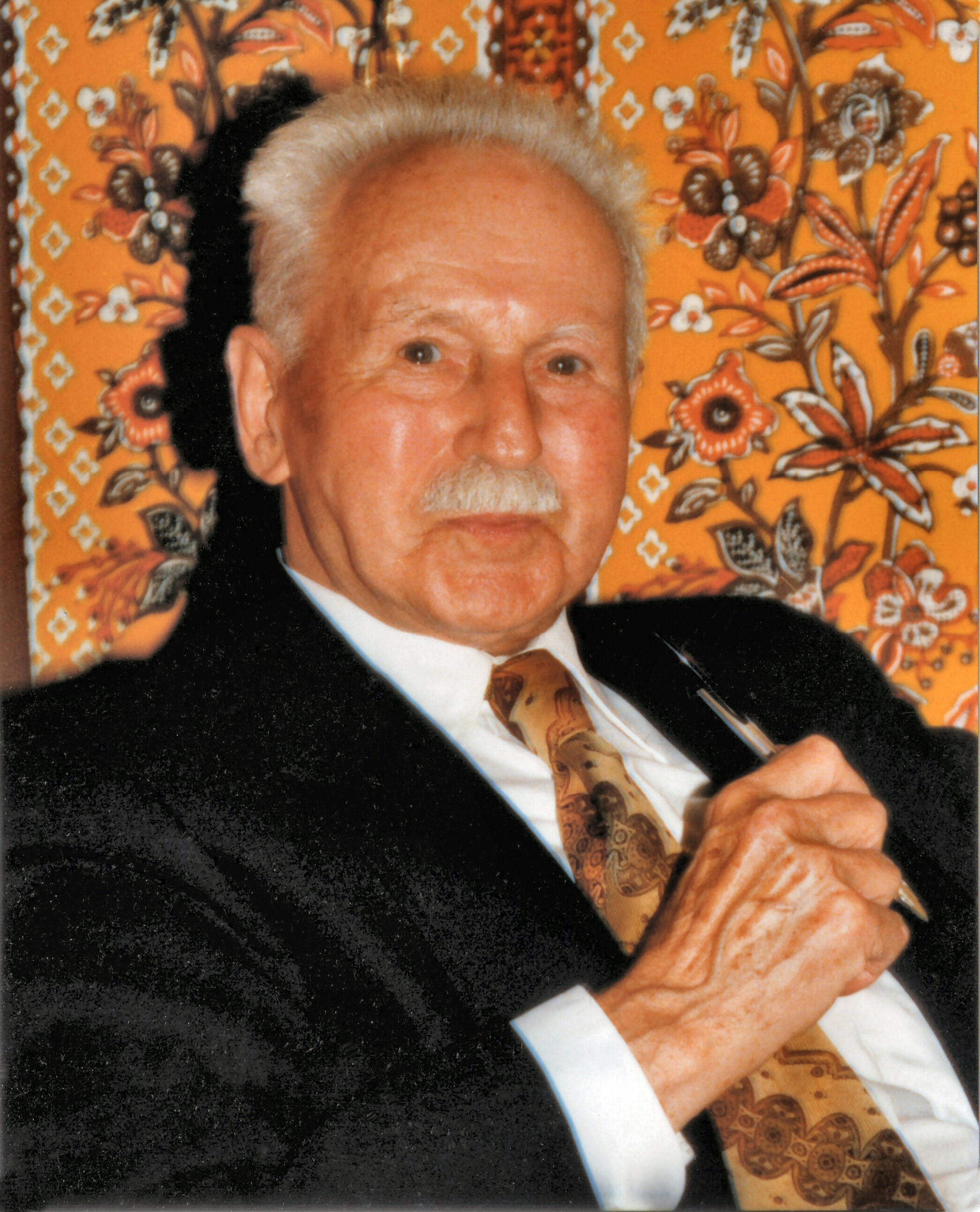

エドガー・ホフマン・プライス（Edgar Hoffmann Trooper Price、1898年7月3日 - 1988年6月18日）は、アメリカ合衆国カリフォルニア州ファウラー出身の作家。
SF、ホラー、犯罪小説、ファンタジーなどの様々なジャンルの作品を残しているが、特にハワード・フィリップス・ラヴクラフトと合作したクトゥルフ神話作品『銀の鍵の門を越えて』で知られる。

## 経歴
ウェストポイントの米国陸軍士官学校を卒業。第一次世界大戦でアメリカ外征軍に従軍。メキシコ、フィリピンなどに駐屯した経験がある。
フェンシングとボクシングでチャンピオンになった経験があり、アマチュア東洋学者でもあり、アラビア語を学んでいた。
『アーゴシー(Argosy)』誌から『テラー・テイルズ(Terror Tales)』誌まで、あるいは『スピード・ディテクティブ(Speed Detective)』誌から『スパイシー・ミステリー・ストーリーズ(Spicy Mystery Stories)』誌まで、彼の執筆範囲は広くパルプ・マガジン全体に及んだ。『ウィアード・テイルズ』誌においては、いわゆる“ラヴクラフト･サークル”のひとりとされ、ロバート・E・ハワードやクラーク・アシュトン・スミスと並び賞された。
1930年代にはニューオリンズに在住し、しばらくユニオン・カーバイド社(Union Carbide Corporation)で働いている。その頃に彼は広く国内を旅行し、O・A・クラインやエドモンド・ハミルトンを含む多くパルプ作家との親交を深めている。1930年代半ばのテキサスへの旅行で彼は、ロバート・E・ハワードと対面した唯一のパルプ作家となった。
人生の後半、1970年代から80年代になってプライスは、一連のSF、ファンタジー、冒険小説をペーパーバック形式で発表して文学的に大きな復活を果たした。
1979年の「The Devil Wives of Li Fong」によって彼は1984年度World Fantasy Lifetime Achievement Awardを受賞している。
彼の文学的研究論文集『Book of the Dead : Friends of Yesteryear, Fictioneers & Others』は、彼の死後、2001年に発表された。

## ラヴクラフトとの親交
実はラヴクラフトとのプライスの関係は、幸運な始まり方をしたものではなかった。
1927年の手紙にラヴクラフトは、自分の小説『霧の高みの不思議な家』が、ウィアードテイルズの編集長ライトから「E・ホフマン・プライスと協議した」末に「知的水準の高い読者にとって十分なほど明確な作品ではない」として拒絶されたと書き残している。
しかし、ラヴクラフトが1932年6月にニューオリンズを訪問した際、ハワードはプライスにラヴクラフトの来訪を告げる電報を打ち、その結果ラヴクラフトとプライスは次の週の多くを一緒に過ごした。2人は意気投合し、文通はラヴクラフトが死去するまで続いた。
2人は共著のためのペンネームとして「エティエンヌ＝マーマデューク・ド・マリニー（Etienne Marmaduke de Marigny）」を考案し、これを一部手直ししたものが実際の共作「銀の鍵の門を越えて」の登場人物の名前（エティエンヌ＝ローラン・ド・マリニー）として用いられている。「銀の鍵の門を越えて」は、『ウィアード・テイルズ』誌1934年7月号に両名併記の形で発表された。また本作のためにプライスが作成した草案は1982年の『Crypt of Cthulhu』誌10号に「幻影の王」のタイトルで発表されている。ただし、ラヴクラフトはこの草案が気にいらなかったらしく、Ｃ．Ａ．スミスに代作してもらうことも考えていた。結果的に自身で書き上げているが、文章は大幅に変更されることとなった。
またプライスは、1933年夏にプロヴィデンスのラヴクラフト邸を訪問している。

## 邦訳作品
- 『幻影の王』The Lord of Illusion（国書刊行会、定本ラヴクラフト全集6）
- 『ラジャの贈りもの』The Rajah's Gift（新人物往来社）
- 『見習い魔術師』Apprentice Magician(国書刊行会、ウィアード・テイルズ4）